# Тесалийски съюз
Тесалийският съюз или Тесалийската лига (196-146 г. пр.н.е.) е обединение между четири аристократични рода, управлявали Антична Тесалия на основата на съществувалата тесалийска тетрархия.
Още в началото на 5 век пр.н.е. Тесалия е обявена за демокрация. През класическата епоха Тесалия била формално разделена на четири части, управлявани от четирите рода, които обаче били обединени в хлабав тесалийски съюз.
Понеже Тесалия била съседна на Беотия, винаги влизала в сферата на влияние на Атика (Древна Атина) и Тесалийският съюз се явявал първи съюзник на Атина (по това време Полисите враждуват със съседните си полиси, а с останалите се съюзяват или враговете на моите врагове са мои приятели и тъй като Тесалия е до Беотия, тя е неин враг и естествен съюзник на Атина).
По време на гръко-персийските войни, с разрешение на останалите елини, Тесалия минава на страната на Персия на Ахеменидите. В края на 4 век пр.н.е. и началото на 3 век пр.н.е. Тесалия, начело с тиран почти успява да наложи хегемония над Елада и само преждевременната смърт на Язон Ферейски (неговото династично убийство) не довежда този процес докрай и осуетява намеренията му.